# Johann Matthias Kitz
Johann Matthias Kitz (* vor 1750; † nach 1795) war ein Baumeister des Barocks aus Arolsen. Er war zunächst Ingenieur-Leutnant, dann Fürstlich-Waldeckscher Major.
Um 1750 errichtete Kitz Schloss Rheder bei Brakel. Er gestaltete um 1750 das Briloner Rathaus neu. Vermutlich errichtete er auch Haus Sauvigny in Brilon. Von 1754 bis 1759 errichtete er ein neues Kirchenschiff für die Kirche von Affoldern. Das Wasserschloss Schwarzenraben in Bökenförde wurde 1765 bis 1768 von Kitz erbaut. Von 1770 bis 1774 errichtete er den Neubau der Alten Landesschule in Korbach (Klosterstraße 11). Von 1768 bis 1788 leitete er den Bau der evangelischen Kirche von Bad Arolsen. Von 1787 bis 1795 wirkte Kitz im Schloss Rhoden in Diemelstadt. Er war der Vater von Friedrich Kasimir Kitz.
| Personendaten    | Personendaten         |
| ---------------- | --------------------- |
| NAME             | Kitz, Johann Matthias |
| KURZBESCHREIBUNG | Baumeister des Barock |
| GEBURTSDATUM     | vor 1750              |
| STERBEDATUM      | nach 1795             |